# Atethmia maculifera
Atethmia maculifera är en fjärilsart som beskrevs av Otto Staudinger 1891. Atethmia maculifera ingår i släktet Atethmia och familjen nattflyn. Inga underarter finns listade i Catalogue of Life.